# 가이즈카역 (후쿠오카현)
가이즈카역(일본어: 貝塚駅)은 일본 후쿠오카현 후쿠오카시 히가시구 하코자키 7초메에 소재하는 후쿠오카 시 교통국과 서일본 철도의 역이다. 후쿠오카 시 교통국의 역 번호는 H07.
역의 심벌 마크는 갈색의 고동으로 이것은 "貝"에 연유된 것이며 중앙의 소용돌이는 교통의 결절점을 나타낸 것이다.
과거에는 니시테쓰와 지하철 운행 간격이 달랐기 때문에 접속 시간도 열차마다 크게 달랐지만 2007년 4월 1일에 니시테쓰 미야지다케 선의 일부 폐지와 니시테쓰 가이즈카 선으로의 개정에 따라 다이아 개정을 실시하고 가이즈카 선이 낮 시간대 15분 간격으로 지하철 하코자키 선과 니시테쓰 가이즈카 선 상호 환승 시간이 2 ~ 3분 정도 단축되었다.

## 역사
- 1935년 2월 4일: 하코자키마쓰바라 ~ 나지마 간 신호소 설치.
- 1950년 4월 10일: 니시테쓰 다타라 역으로 역 승격.
- 1954년 3월 5일: 역전에 후쿠오카 경륜장이 개설된 것에 따라 경륜장 앞 역으로 개명함. 지도리바시 ~ 경륜장 앞역 간 니시테쓰 후쿠오카 시내 도로 진입.
- 1962년 11월 1일: 후쿠오카 경륜장의 폐지로 가이즈카 역으로 개명함.
- 1979년 2월 10일: 니시테쓰 후쿠오카 시내 노선 폐지에 따라, 지도리바시 ~ 가이즈카 역간 노선이 폐지됨.
- 1983년 9월 12일: 지하철 2호선의 역명 결정. 가칭 "가이즈카 공원역"이었음.
- 1986년 11월 12일: 후쿠오카 시 교통국 지하철 2호선(하코자키 선) 영업 개시.
- 2009년 3월 7일: 후쿠오카 시 교통국 지하철 개찰구에서 IC카드 하야카켄 이용 개시.
- 2010년 3월 13일: 가이즈카 선 개찰구에서 nimoca도입, 후쿠오카 시 지하철 니시테쓰 가이즈카 선 양쪽의 개찰구에서 nimoca·하야카켄·SUGOCA·Suica 상호 이용 개시.
- 2011년 3월 2일: 지하철 가이즈카 역에 역 번호 도입.
- 2017년 2월 1일: 니시테쓰 가이즈카 역에 역 번호 도입.

## 역 구조
섬식 승강장 1면 4선의 지상역. 승강장은 凸형의 모양에서 가이즈카 선 승강장은 두단식으로 되어 있다. 지하철 승강장에는 측선이 1개 있다.

### 승강장
| 1・2 | ■ 하코자키 선 | 나카스카와바타・■ 공항선 직결 덴진・메이노하마 방면 |
| 1・2 | ■ 가이즈카 선 | 니시테쓰신구 방면                                   |

## 이용 상황
- 후쿠오카 시 교통국: 2015년도 1일 평균 승차 인원은 6,841명이고, 하코자키 선 내에서는 가장 많다.
  - 상기의 값에는 서일본 철도의 경유 인원을 포함하지 않는다. 서일본 철도의 하루 평균 경유 인원은 3,228명이며, 이들을 합산한 일평균 승차 인원은 10,069명이다.
- 서일본 철도: 2015년도 1일 평균 승하차 인원은 15,088명이다. 서일본 철도의 역으로는 10위로, 가이즈카 선 내에서 가장 많은 유일하게 1만명 이상의 승하차 인원을 자랑한다.
  - 상기의 값에는 후쿠오카 시 교통국과 환승 인원을 포함한다.

최근의 1일 평균 승차 인원의 추이는 아래 표와 같다.
| 연도   | 서일본 철도       | 서일본 철도       | 후쿠오카 시 교통국 | 후쿠오카 시 교통국 | 후쿠오카 시 교통국 |
| 연도   | 1일 평균 하차인원 | 1일 평균 승차인원 | 1일 평균 승차인원  | 1일 평균 승차인원  | 1일 평균 승차인원  |
| 연도   | 1일 평균 하차인원 | 1일 평균 승차인원 | 승차인원           | 승계인원           | 합계               |
| ------ | ----------------- | ----------------- | ------------------ | ------------------ | ------------------ |
| 1996년 | 18,452            | 9,321             |                    |                    |                    |
| 1997년 | 18,162            | 9,200             |                    |                    |                    |
| 1998년 | 17,562            | 8,871             |                    |                    |                    |
| 1999년 | 17,189            | 8,697             |                    |                    |                    |
| 2000년 | 16,636            | 8,441             |                    |                    |                    |
| 2001년 | 16,142            | 8,211             | 4,288              | 4,876              | 9,164              |
| 2002년 | 15,542            | 7,795             | 3,988              | 5,078              | 9,066              |
| 2003년 | 14,738            | 7,372             | 3,846              | 4,561              | 8,407              |
| 2004년 | 13,097            | 6,953             | 3,700              | 4,215              | 7,915              |
| 2005년 | 13,633            | 6,816             | 3,775              | 4,135              | 7,910              |
| 2006년 | 13,658            | 6,830             | 3,873              | 4,046              | 7,919              |
| 2007년 | 12,292            | 6,148             | 3,830              | 3,807              | 7,637              |
| 2008년 | 12,567            | 6,285             | 3,980              | 3,959              | 7,939              |
| 2009년 | 12,321            | 6,162             | 4,241              | 3,861              | 8,102              |
| 2010년 | 12,455            | 6,227             | 5,227              | 3,271              | 8,498              |
| 2011년 | 12,522            | 6,262             | 5,560              | 3,100              | 8,660              |
| 2012년 | 13,012            | 6,057             | 5,930              | 3,139              | 9,069              |
| 2013년 | 13,806            |                   | 6,338              | 3,141              | 9,479              |
| 2014년 | 14,312            |                   | 6,446              | 3,121              | 9,567              |
| 2015년 | 15,088            |                   | 6,841              | 3,228              | 10,069             |

## 역 주변
- 국도 제3호선
- 우미 강
- 하카타 임항선 후쿠오카 화물 터미널 역 - 역 서쪽
- 규슈 대학
- 가이즈카 공원
- 히가시 경찰서
- 후쿠오카 시립 하코자키 중학교
- 후쿠오카 시립 히가시하코자키 초등학교
- 베셀 호텔 후쿠오카 가이즈카
- 코카콜라 서일본 지사
- 가이즈카 병원
- 타라소 후쿠오카
- 가이즈카 자전거 보관소
- 후쿠오카 시 동부 물 처리 센터

## 버스 노선
- 니시테쓰 버스 가이즈카 역 정류장

- 20: 하코자키하마 → 이와키초 → 덴진 → 야쿠인역 앞 → 롯폰마쓰 → 후쿠오카 타워(TNC방송회관)
- 그 외에도 역 서쪽의 국도 제3호선 위에 "가이즈카" 버스 정류장이, 역 동쪽에 "쓰키미초" 버스 정류장이 있다.

## 사진

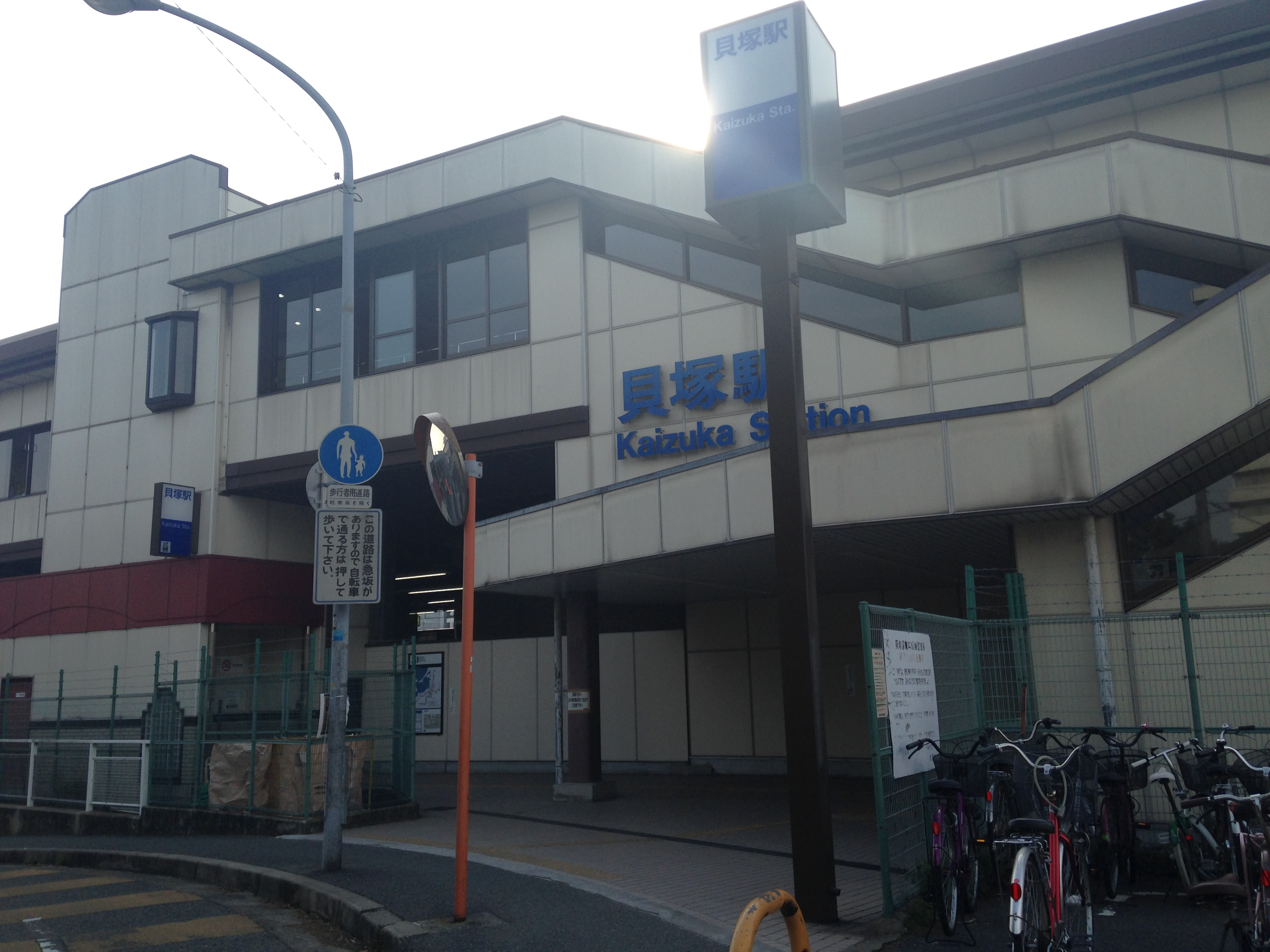
동쪽 출구
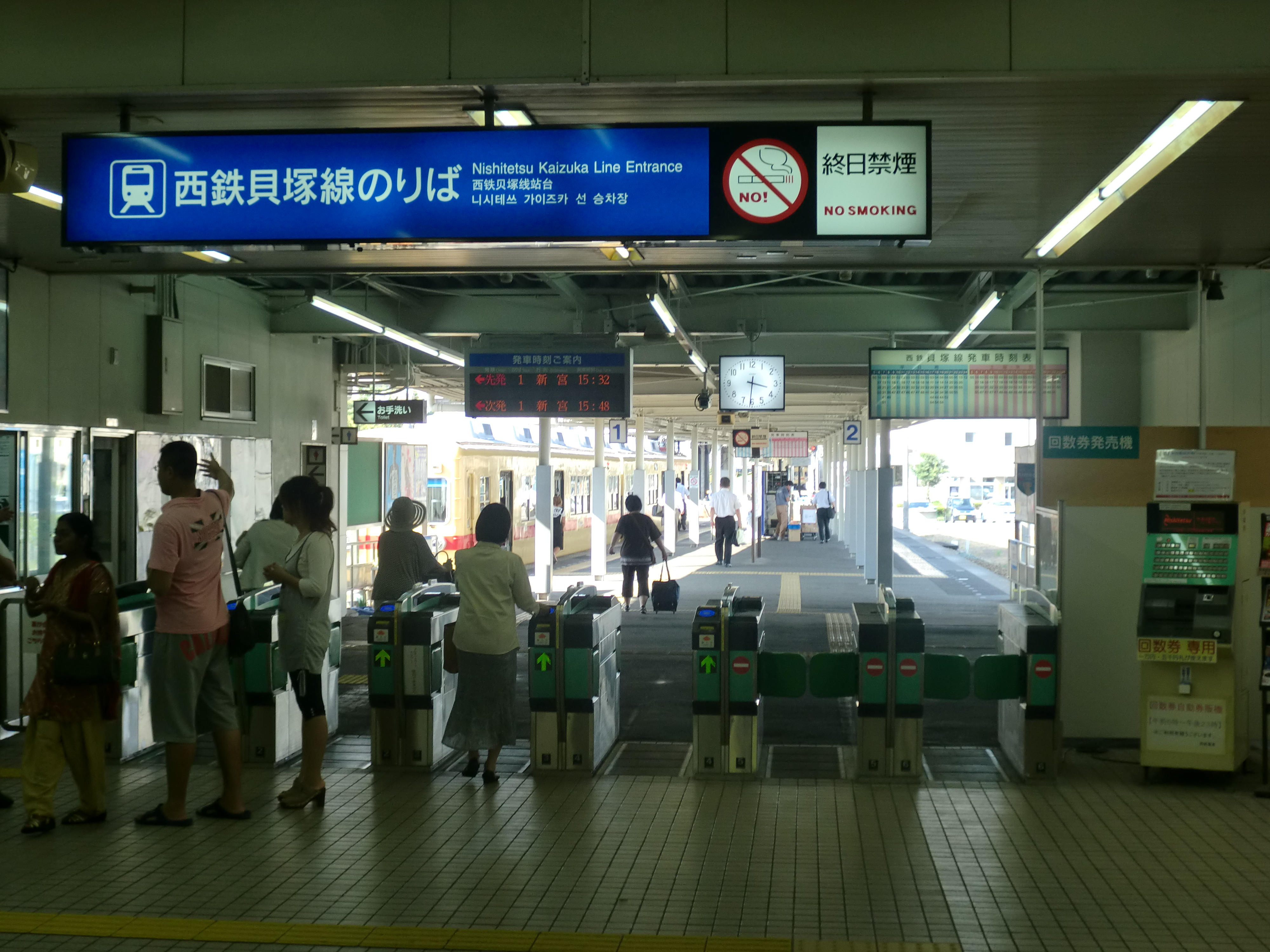
개찰구
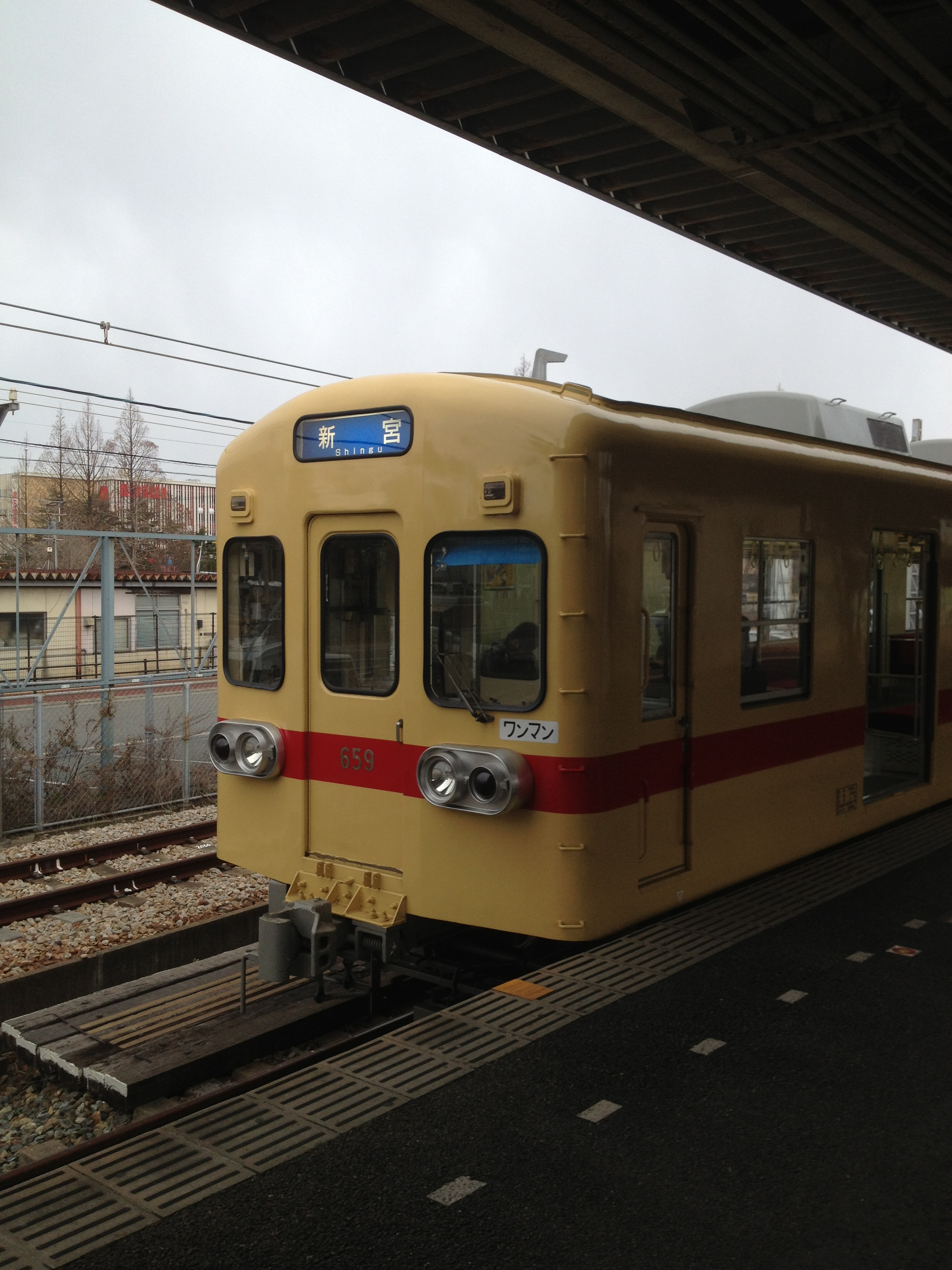
열차가 정차한 가이즈카 선 승강장
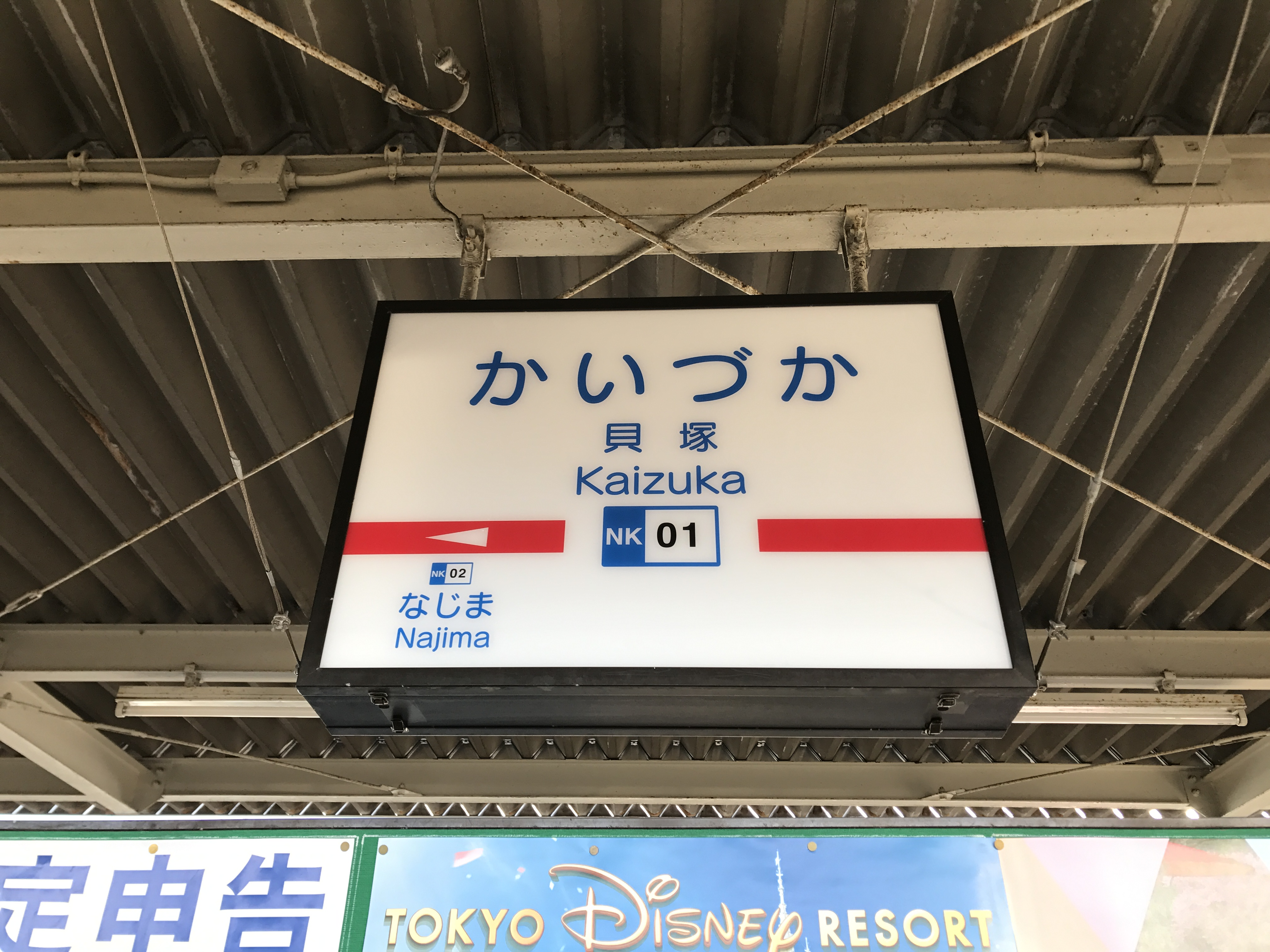
가이즈카 선 역명판
하코자키 선 역명판
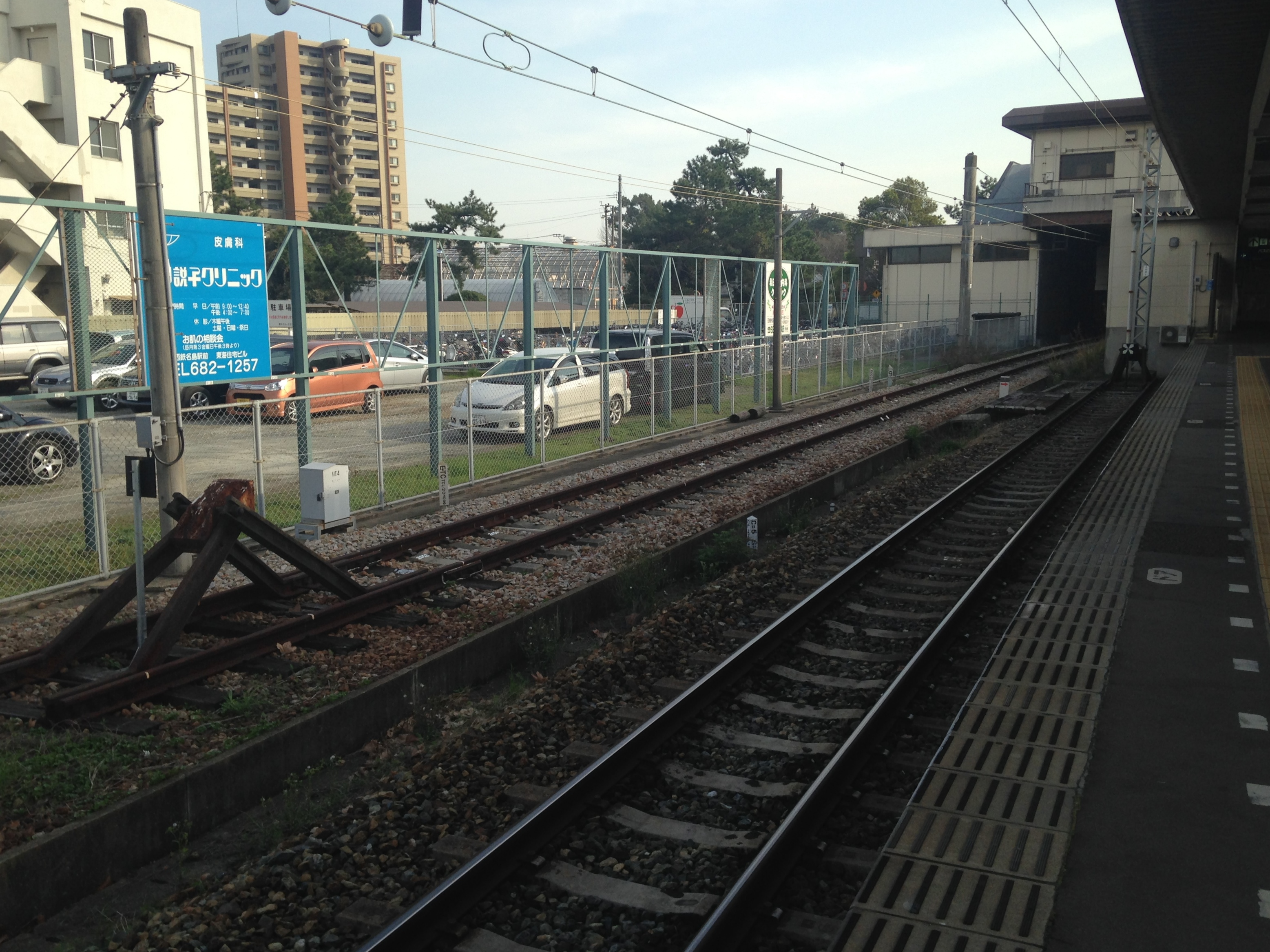
차량 정지 부분
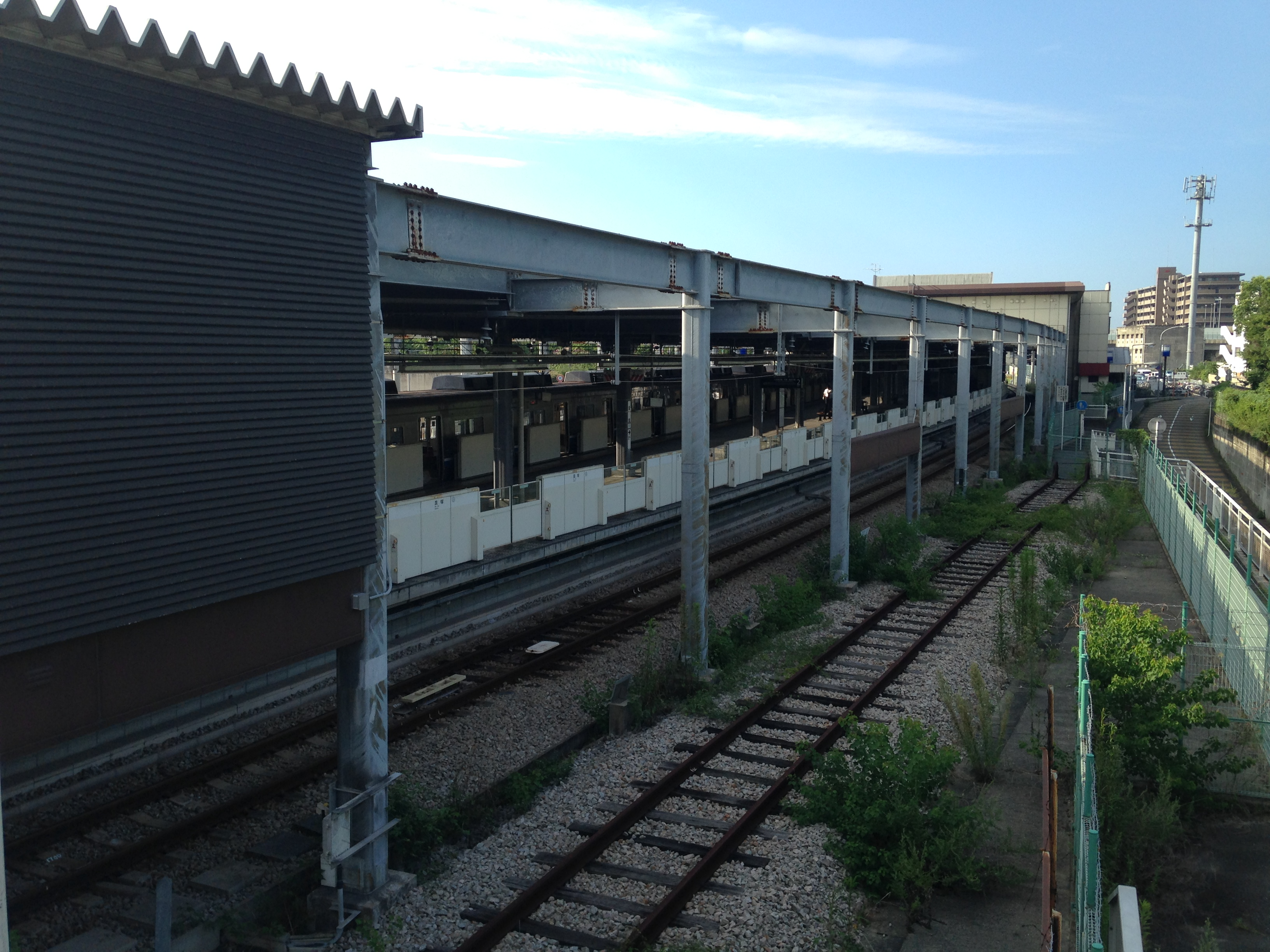
승강장 전경
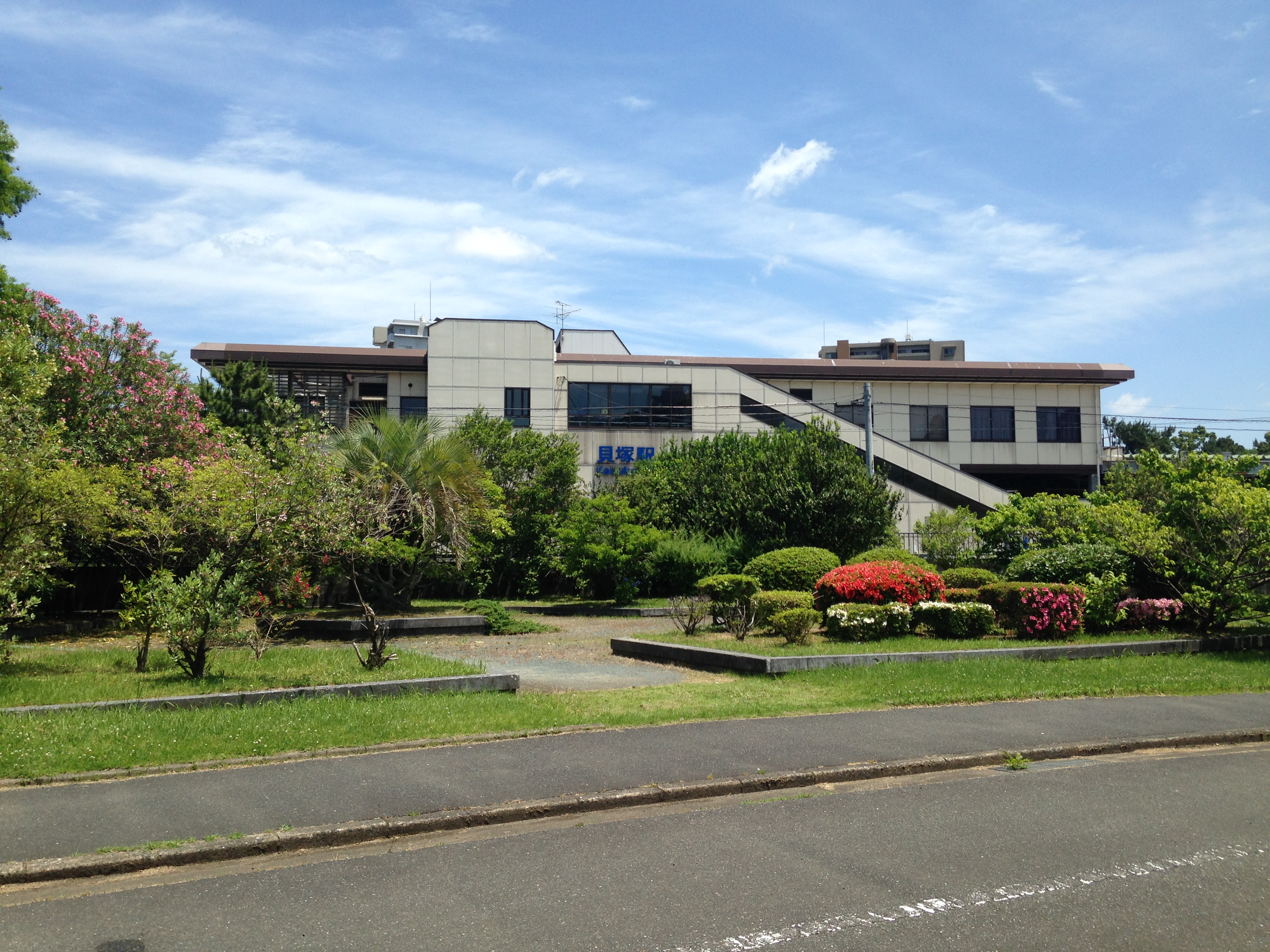
역 인근에 위치한 가이즈카 공원

## 인접역
| 후쿠오카 시 교통국 ■ 지하철 하코자키 선    | 후쿠오카 시 교통국 ■ 지하철 하코자키 선 | 후쿠오카 시 교통국 ■ 지하철 하코자키 선 |
| ------------------------------------------ | --------------------------------------- | --------------------------------------- |
| H06 하코자키큐다이마에 나카스카와바타 방면 |                                         | 시·종착역                               |
| 서일본 철도 ■ 가이즈카 선                  |                                         |                                         |
| 시·종착역                                  |                                         | 나지마 NK02 니시테쓰신구 방면           |